# Какогава
Какогава (яп. 加古川市 Какогава-си) — особый город в Японии, находящийся в префектуре Хиого. Площадь города составляет 138,51 км², население — 267 104 человека (1 августа 2014), плотность населения — 1928,41 чел./км².

## Географическое положение
Город расположен на острове Хонсю в префектуре Хиого региона Кинки. С ним граничат города Акаси, Такасаго, Химедзи, Касай, Мики, Оно и посёлки Харима, Инами.
Через город протекает река Како (яп. 加古川 какогава), давшая городу его название. У устья по реке проходит западная граница города.

## Население
Население города составляет 267 104 человека (1 августа 2014), а плотность — 1928,41 чел./км². Изменение численности населения с 1980 по 2005 годы:
| 1980 | 212 233 чел. |  |
| 1985 | 227 311 чел. |  |
| 1990 | 239 803 чел. |  |
| 1995 | 260 567 чел. |  |
| 2000 | 266 170 чел. |  |
| 2005 | 267 100 чел. |  |

## Символика
Деревом города считается сосна, цветком — рододендрон.